# طول الموجة

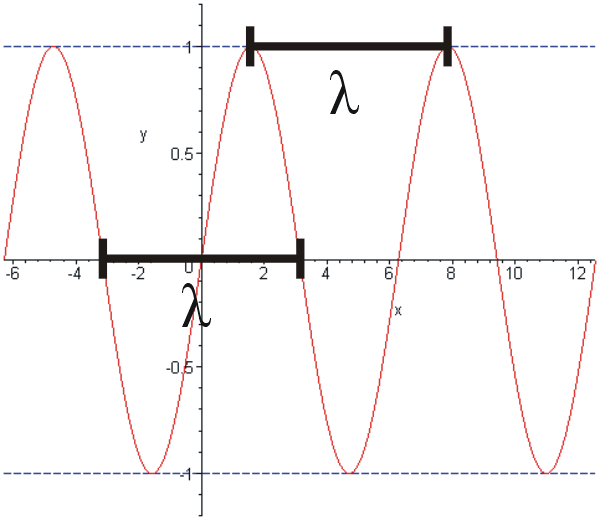
طول دالة موجية.

طول الموجة هو المسافة التي تفصل بين الوحدات الموجية المتماثلة المتشابهة، أي أنه المسافة الفاصلة بين الأطوار المتشابهة (قمة مع قمة أو قاع مع قاع). هنالك عددا من الأمواج التي نلاحظها يوميًا، كالأمواج الضوئية، أو الصوتية أو المائية. هنالك علاقة عكسية تربط طول الموجة بترددها، فإذا كان لموجتين نفس السرعة تكون الموجة الأقصر ذات ترددًا أكبر.
عمليًا، فإنّ الموجة هي اضطراب في الخواص المحلية، كالضغط في الأمواج الصوتية والمائية أو شدّة الحقل الكهرومغناطيسي في الأمواج الضوئية.
إنّ مدى رد فعل حواس الإنسان (كالبصر أو السمع) للأمواج تختلف وفق طول الموجة. فتستطيع العين البشريّة أن تلتقط من الطيف الكهرومغناطيسي فقط أمواجًا يتراوح طولها بين 400 إلى 700 نانومتر في حين تلتقط الأذن أمواجًا يتراوح ترددها بين 20 هرتز و 20 كيلو هرتز، أي أنّ أطولها تتراوح بين 17 متر إلى 17 مليمتر على التوالي تقريبًا (1 كيلو هرتز = 1000 هرتز).

## العلاقة بين طول الموجة والتردد
يمثل طول الموجة عادة بالحرف الإغريقي لامدا (λ). ويسري القانون الفيزيائي التالي لجميع الأمواج الدوريّة:
{\displaystyle \lambda ={\frac {v}{f}}}
بحيث أنّ:
{\displaystyle v} هي سرعة تقدم الموجة و
{\displaystyle f} هو تردد الموجة.
تنطبق هذه العلاقة العامة في مجالي البصريات والصوت. في دراسة الصوت تمثل v سرعة الصوت في الهواء (أو تمثل سرعة الصوت في الماء إذا كان الوسط ماء (هذا مهم بالنسبة إلى الغواصات)، أو سرعة الصوت في الحديد إذا كان الوسط حديدا).
 حالة الضـــــــوء: 
تنطبق العلاقة السابقة بين طول الموجة والتردد أيضا في حالة الضوء مع استبدال سرعة الموجة v بوضع سرعة الضوء c بدلا منها في المعادلة، أي تكون العلاقة بين طول الموجة والتردد في حالة الضوء هي:
{\displaystyle \lambda ={\frac {c}{f}}}
سرعة تقدم الموجة الضوئية في الفراغ تساوي {\displaystyle 3\cdot 10^{8}~{m}/{s}}، وتمثّل دائما بالحرف {\displaystyle c}.
ونظرا لكون الضوء ما هو إلا موجة كهرومغناطيسية فإن هذه المعادلة تنطبق أيضا على جميع الموجات الكهرومغناطيسية، على اختلاف أنواعها من موجة راديوية (لاسلكية) أو أشعة فوق البنفسجية أو أشعة تحت الحمراء، أو موجة ميكروويف، أو أشعة سينية أو أشعة غاما.
من تلك المعادلة يمكن استنتاج تردد الموجة بمعرفة طول الموجة. فمثلا إذا كان طول موجة شعاع الاسلكي 30 سنتيمتر يكون تردده 1 جيجا هرتز.
ونلاحظ استخدام الوحدات:
- فمثلا نقيس سرعة الضوء بالمتر/الثانية أو السنتيمتر/ ثانية.
- ونقيس طول الموجة بالمتر أو بالتالي سنتيمتر.
- فينتج التردد 1/ثانية، أي هرتز، حيث أن 1 هرتز = 1/ثانية.

### طول الموجة في غير الفراغ
إنّ سرعة الموجة الضوئية في مادّة ما أصغر منها في الفراغ، ولذا، فوفق القانون أعلاه، يكون طولها في المادّة، {\displaystyle \lambda '} أقصر منه في الهواء، {\displaystyle \lambda _{0}}:
{\displaystyle \lambda '={\frac {\lambda _{0}}{n}}}
بحيث أنّ {\displaystyle n} هو معامل انكسار الضوء في المادّة. يجدر الانتباه إلى أنّ مصطلح «سرعة الموجة» للموجة الضوئية يشير بشكل عام إلى سرعتها في الفراغ، في حين أن نفس المصطلح للموجة الصوتية يشير إلى السرعة في مادّة معيّنة، إذ أنّ الموجة الصوتية معرّفة على أنّها اضطراب في المادة، ولذا فإنّها لا يمكن أن تتكون في الفراغ.